# 空想級驅逐艦
空想級大型驅逐艦（法語：Classe Le Fantasque）是1930年為法國海軍所設計的六艘高速驅逐艦。第二次世界大戰爆發後，空想級的部分同級艦為維琪法國擄獲並使用，其餘艦艇則效力於自由法國。
空想級與較早的狼級驅逐艦均是為了與戰艦與巡洋艦協同作戰而設計。義大利皇家海軍設計出羅馬統帥級輕巡洋艦作為回應。空想級於戰爭爆發時被編入法國海軍的「突襲艦隊」中。

## 同級艦
| 艦名      | 開工       | 下水           | 服役       | 結局                  |
| --------- | ---------- | -------------- | ---------- | --------------------- |
| 空想號 () | 1931年11月 | 1934年3月15日  | 1936年3月  | 1953年8月退役。       |
| 大膽號 (L'Audacieux) | 1931年11月 | 1934年3月15日  | 1935年11月 | 1943年5月7日沉沒。    |
| 惡毒號 (Le Malin) | 1931年11月 | 1933年8月17日  | 1936年5月  | 1964年2月退役。       |
| 可怖號 (Le Terrible) | 1931年12月 | 1933年11月30日 | 1935年4月  | 1962年6月29日退役。   |
| 凱旋號 () | 1931年8月  | 1934年4月16日  | 1936年5月  | 1949年11月1日轉預備。 |
| 不屈號 (L'Indomptable) | 1932年1月  | 1933年12月7日  | 1936年2月  | 1942年11月27日自沉。  |

## 註腳
1. 1 2 3 4 5 6  Conway p268
2. ↑  Rohwer, Jürgen; Hummelchen, Gerhard. . Annapolis, Maryland: Naval Institute Press. 1992: 5. ISBN 1-55750-105-X.

## 外部連結
- Le Fantasque class destroyers at uboat.net （页面存档备份，存于）
- Le Fantasque class destroyers at navypedia
- Le Fantasque class destroyers at warshipsww2